# Corymbia calophylla
Corymbia calophylla és una espècie de planta de la família de les Mirtàcies. És un arbre nadiu d'Austràlia Occidental.

## Descripció

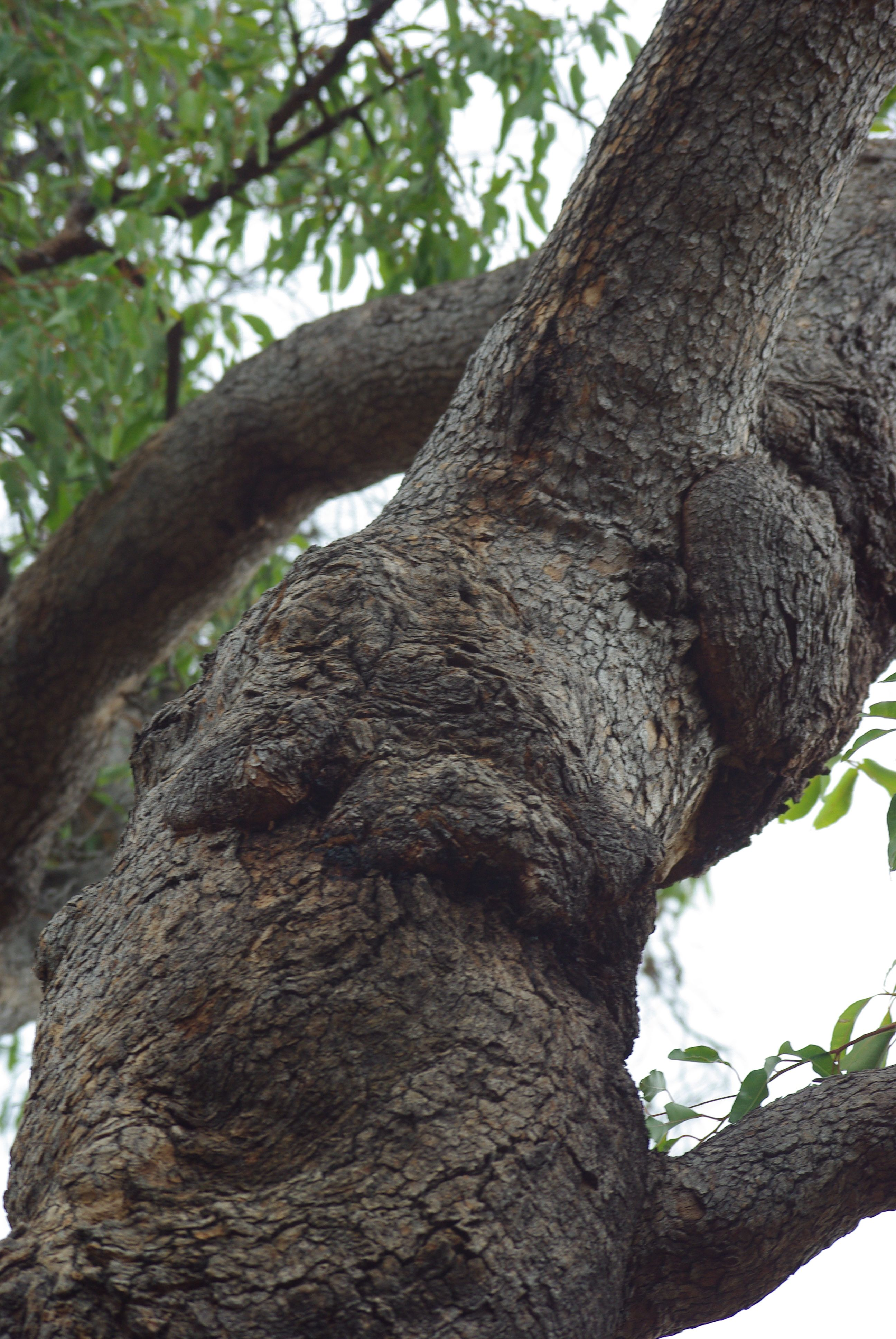
Detall del tronc

És molt distintiu entre les espècies del gènere Corymbia pels seus grans capolls i fruits, col·loquialment "nous blanquinoses" a Austràlia Occidental.
Està relacionat i és similar a Corymbia ficifolia.  C. calophylla difereix en el fet de ser molt més gran (aproximadament 50 m d'alçada en la naturalesa), tenint molts grans capolls i fruits, i tenint flors que són usualment de blanques a roses en lloc de vermelles. No obstant això, en algunes àrees la hibridació fa la identificació difícil.

## Distribució i hàbitat
Està àmpliament distribuït pel sud-oest d'Austràlia Occidental, des del nord de Geraldton (28°S) a Cape Riche (34°S), i a l'interior més enllà de Narrogin (34°S). Se'l troba a la Plana costanera Swan i a les Muntanyes Darling, mostrant la seva adaptabilitat a diferents ambients. Creix sobre sòls comparativament pobres, però bons espècimens són un indicador de millors sòls per a l'agricultura.

## Usos
La seva fusta s'utilitza en l'elaboració d'instruments musicals.